# إيغور غاموف
رستيم إيغور غامو (مواليد 4 نوفمبر 1935، في جورجتاون (واشنطن العاصمة)، هو ابن الطبيب جورج جاموف، وهو أستاذ سابق في علم الأحياء الدقيقة في جامعة كولورادو ومخترع. أشهر اختراعاته «حقيبة غامو» و«جهاز التنفس تحت الماء الضحل».

## نشأته
والد روستيم هو جورج جاموف، عالم في علم الكون وفيزيائي، ووالدته راقصة باليه رو غاموف. أتم تعليمه الثانوي في سن 17. عمل في مهن مختلفة كالعناية بالخيول وخدمة التوصيل على دراجة نارية، وتعليم كاراتيه قبل أن يلتحق بجامعة كولورادو بولدر عام 1958، حيث كان والده يدرس الفيزياء وعلم الأحياء الدقيقة والفيزياء الصغروية. يحمل غاموف درجتي البكالوريوس والماجستير في علم الأحياء ودرجة الدكتوراة في الفيزياء الحيوية وجميعها من جامعة كولورادو.

## البحث
عمل غاموف في Phycomyces blakesleeanus أثناء مرحلة ما بعد الدكتوراة بإشراف ماكس دلبروك في معهد كاليفورنيا للتقنية. أجرى غاموف بحثاً على فطر فيكوميسيز لمدة عشرين عاماً، ركز أساساً على استجابات التجنّب واستجابات المؤثرة والنمو الحلزوني وخصائص الخلايا الميكانيكية. كما درس متحسسات الأشعة تحت الحمراء في البوا العاصرة.
وضع غاموف العديد من الاختراعات للسلامة المتعلقة بالأنشطة التي تجرى خارجياً. أول براءة اختراع هام حصل عليه كان عام 1990، وهو حقيبة غاموف والتي تجنّب متسلقي الجبال داء المرتفعات وذلك عن طرق رفع الضغط المحيط. وقد هنأه على هذا الاختراع إدموند هيلاري قائد أول بعثة تسلق وصلت إلى قمة جبل إفرست. من اختراعاته الأخرى جهاز التنفس تحت المياه الضحلة، وهو نظام منشاق مضغوط يتيح للسباحين التنفس بسهولة بعمق عشرة أقدام تحت الماء.
واصل إيغور غاموف أبحاثه في هندسة الإلكترونيات الحيوية على داعامات الرُكَب التي تخزن الطاقة في نابض من عضلات باطن الركبة وتوجهها إلى عضلة رباعية الرؤوس.

### براءات الاختراع
- U.S. Patent 4٬974٬829—غرفة الضغط العالي
- U.S. Patent 5٬109٬837—غرفة الضغط العالي
- U.S. Patent 5٬193٬530—جهاز التنفس تحت المياه
- U.S. Patent 5٬360٬001—وسائل إغلاق غرفة الضغط العالي
- U.S. Patent 5٬367٬790—حذاء وقدم اصطناعية مع نظام زنبركي مركب
- U.S. Patent 5٬398٬678—غرفة الضغط العالي وبيئة إجراء تمارين
- U.S. Patent 5٬467٬764—غرفة النوم عالية الضغط
- U.S. Patent 5٬580٬094—In-line skate walking guard
- U.S. Patent 5٬701٬686—Shoe and foot prosthesis with bending beam spring structures
- U.S. Patent 5٬947٬116—Underwater breathing apparatus with pressurized snorkel
- U.S. Patent 6٬029٬374—Shoe and foot prosthesis with bending beam spring structures

## وصلات خارجية
- الموقع الشخصي الرسمية لغاموف
- MIT مخترع الأسبوع
- ExplorerWeb profile and interview
- Fear and Groping In Boulder دنفرWestworld June 1996 article, this article contains three sexual harassment stories, scan down to the heading 'Freshman Disorientation' for the one referencing Igor Gamow
- Isn't It Romantic Denver Westworld July 1996 article, documents an accusation of sexual harassment that was not upheld by university review despite finding the accuser 'credible' and recommending that Igor Gamow take four hours of sexual-harassment training
- The Smutty Professor Denver Westword May 2006 article on Gamow's problem with sexual harassment that resulted in his dismissal from the University of Colorado
- Open Letter to the Editor of the Boulder Daily Camera Igor Gamow, January 2007